# Raymond Erith
Raymond Erith (Londra, 7 agosto 1904 – 30 novembre 1973) è stato un architetto britannico, noto per i suoi lavori di ristrutturazione di case in stile tradizionale.

## Biografia
La sua opera più famosa è sicuramente il rifacimento del 10 Downing Street nel corso degli anni sessanta. Egli progettò e diresse i lavori che consentirono il rifacimento, per oltre il 60%, della famosa residenza ufficiale del Primo Ministro del Regno Unito a Londra. Il critico Ian Nairn descrisse il suo lavoro "genuinamente georgiano, non neogeorgiano".
Egli costituì lo studio associato Erith & Terry con il suo allievo Quinlan Terry.
Nel 2004 è stato il soggetto di una mostra al Sir John Soane's Museum.